# Dark Rouge Park
A Dark Rouge Park magyar-amerikai elektropop zenei formáció. 2014 és 2019 között működtek. 

## Tagok
- Simon Edina - ének, vokáldallamok
- Szathmári Tamás - szintetizátorok, zongora, fuvola, dalszerző, zeneszerző
- Karszky János - szintetizátorok, dalszerző, szövegíró, zeneszerző

Rövid ideig tagja volt a zenekarnak Czigány Judit énekesnőként. 

## Díjak, elismerések
"Girl in the Rain" című daluk a Live Nation toplistáján a feltörekvő tehetségek kategóriájában egy hétig vezette a slágerlistát.
"New Life" című daluk első helyet ért el a Las Vegas-i filmfesztiválon 2021-ben.
"Cyberdate" című daluk a "Honorable Mention" elismerést kapta 2019-ben Dubajban.
Szintén a "New Life" című dal kapta a legjobb zenei videónak járó elismerést a NYFE New York Film Festivalon 2018-ban.

## A zenekar története
A zenekart Szathmári Tamás és Karszky János alapította 2014 tavaszán. Simon Edina ugyanebben az évben szeptemberben csatlakozott a zenekarhoz. 
2016-ban készült el az első albumuk "Broken Keys" címmel, amely 15 dalt tartalmazott. 
A zenekar már élő szerződéssel rendelkezett, viszont ekkor Edina bejelentette, hogy kisbabát vár, így az amerikai kiköltözést nem, vagy csak rövid időre vállalja. Hosszas huzavona után végül a zenekar énekesnőcsere mellett döntött. Ekkor vette át Edina helyét Czigány Judit, akivel elkészült a "New Life" című dal, melynek videoklipje több filmfesztiválon is díjazott lett. 
Judit elképzelései teljesen mások voltak, mint a másik két tag által képviselt irányvonal. A fiúk szerettek volna megmaradni a szomorkás, melankolikus "dark" elektronikus vonalon, míg Judit a rockosabb, populárisabb vonalat szorgalmazta. Az ebből fakadó ellentétek és viták végül a zenekar megszűnését vonták maguk után.